# Loxandrus vulneratus
Loxandrus vulneratus är en skalbaggsart som beskrevs av Thomas Casey. Loxandrus vulneratus ingår i släktet Loxandrus och familjen jordlöpare. Inga underarter finns listade i Catalogue of Life.